# ケベック歴史地区

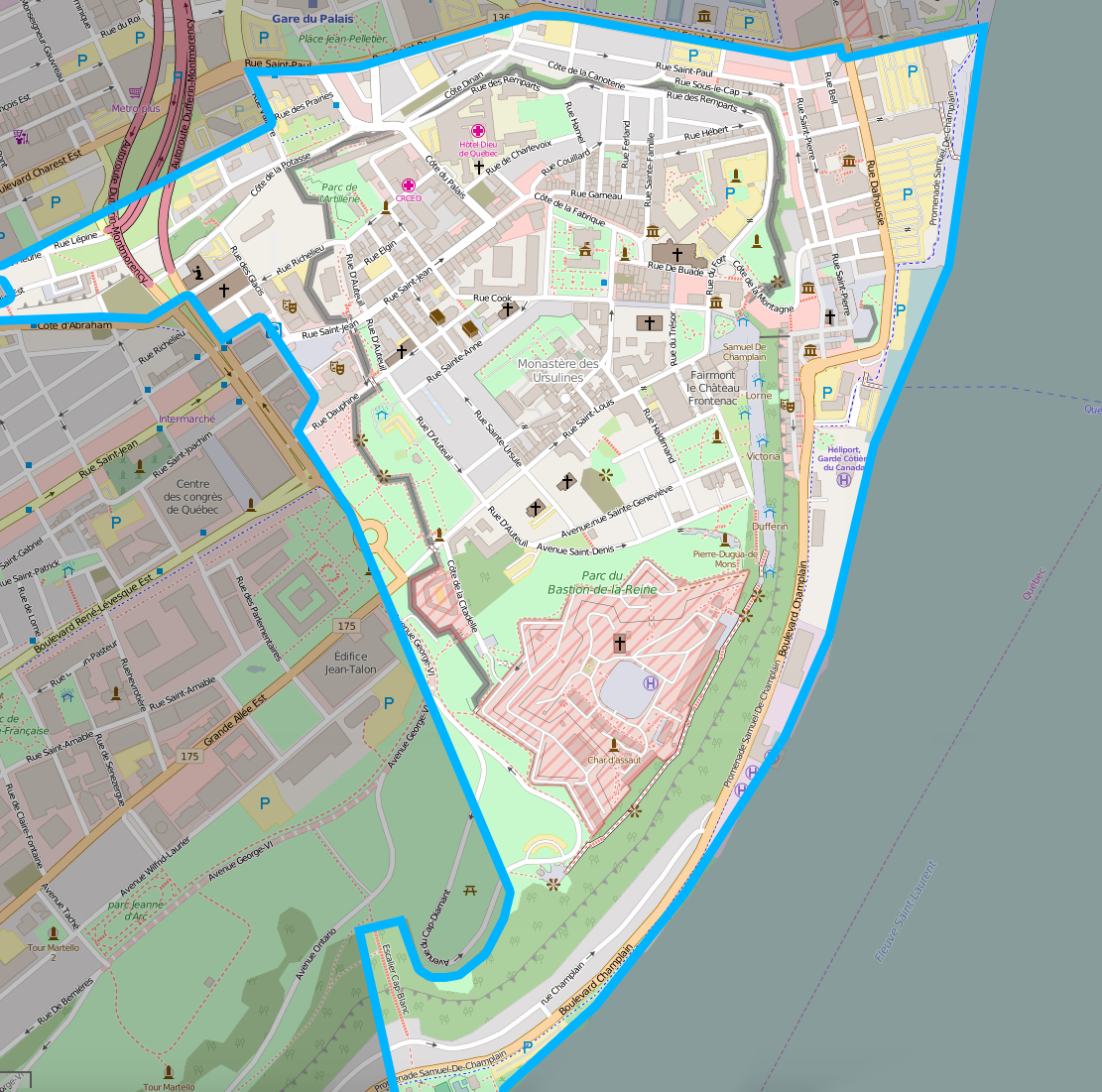
ケベック旧市街の歴史地区

ケベック旧市街の歴史地区（英: Historic District of Old Québec、仏: Arrondissement historique du Vieux-Québec）は、カナダで9番目に登録された世界遺産である。ケベック州の州都ケベック・シティーにある旧市街（Old Québec、Vieux-Québec）のエリアで、北米唯一の城郭都市として知られ、長い歴史を持つ。登録当初「ケベック歴史地区」（Historic District of Québec / Arrondissement historique de Québec）だったが、2006年に現在の名称に変更された。
城壁に囲まれた丘の上にあるアッパータウン（Upper Town / Haute-ville）と丘と川岸の間にあるロウワータウン（Lower Town / Basse-ville）とに分かれる。

## ロウワータウン
- プチ・シャンプラン（Quartier du Petit Champlain）

北米最古と評される繁華街。
- ロワイヤル広場（Place Royale）
- 勝利のノートルダム教会（Église Notre-Dame-des-Victoires）
- シタデル (ケベック) -北米最大規模の星型要塞

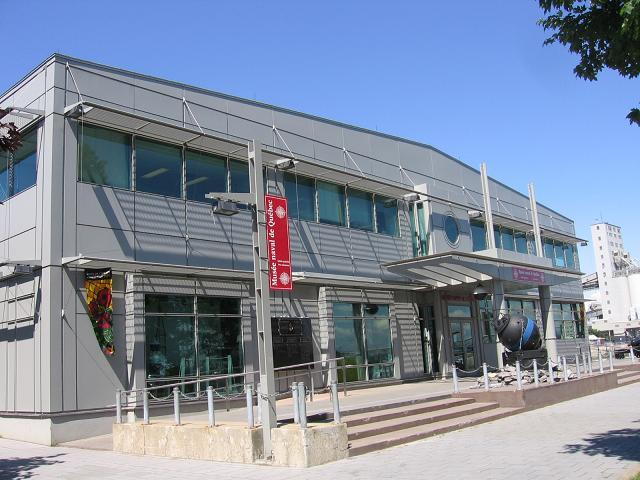
ケベック海軍博物館
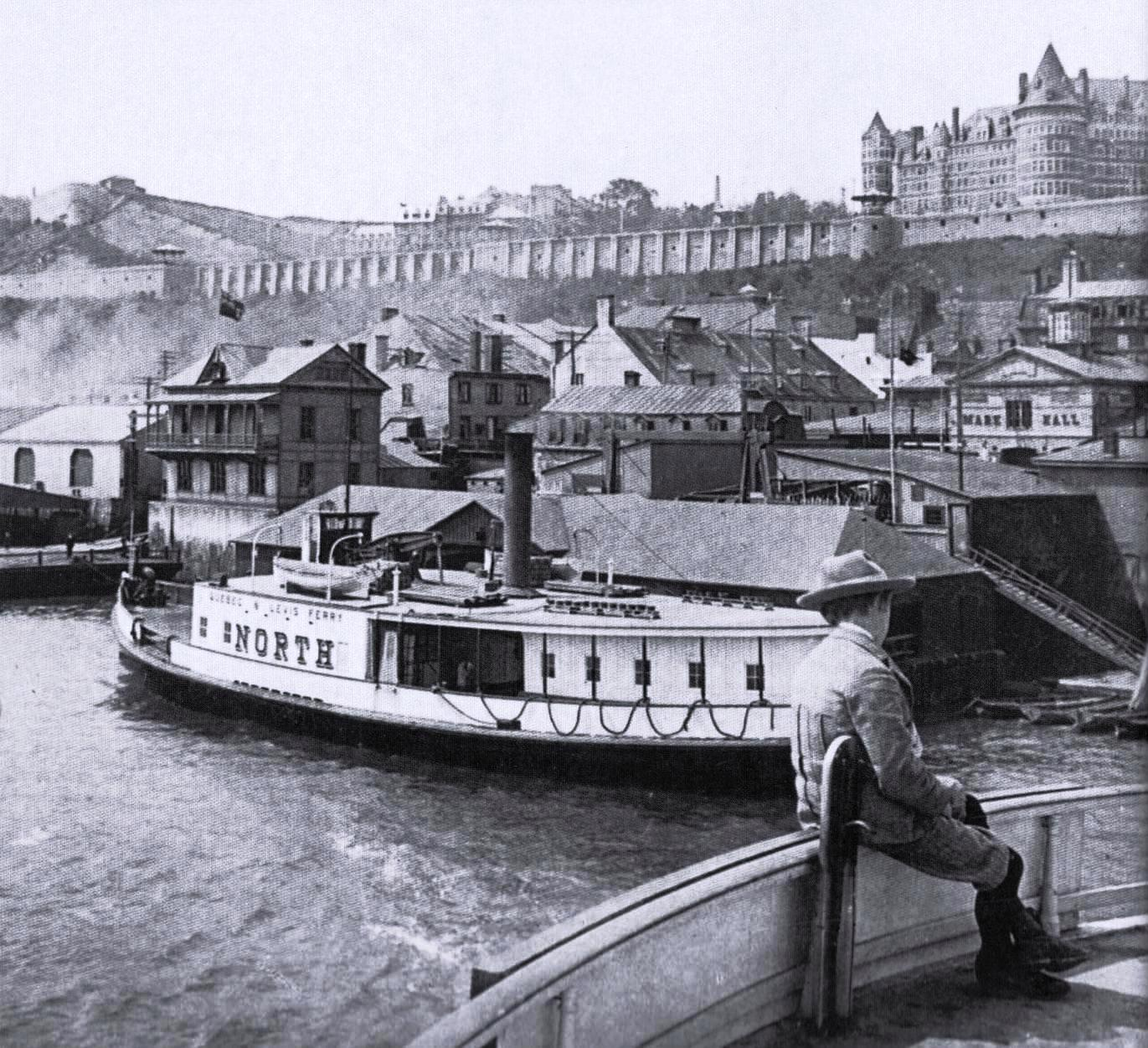
ケベック州のロウワータウン
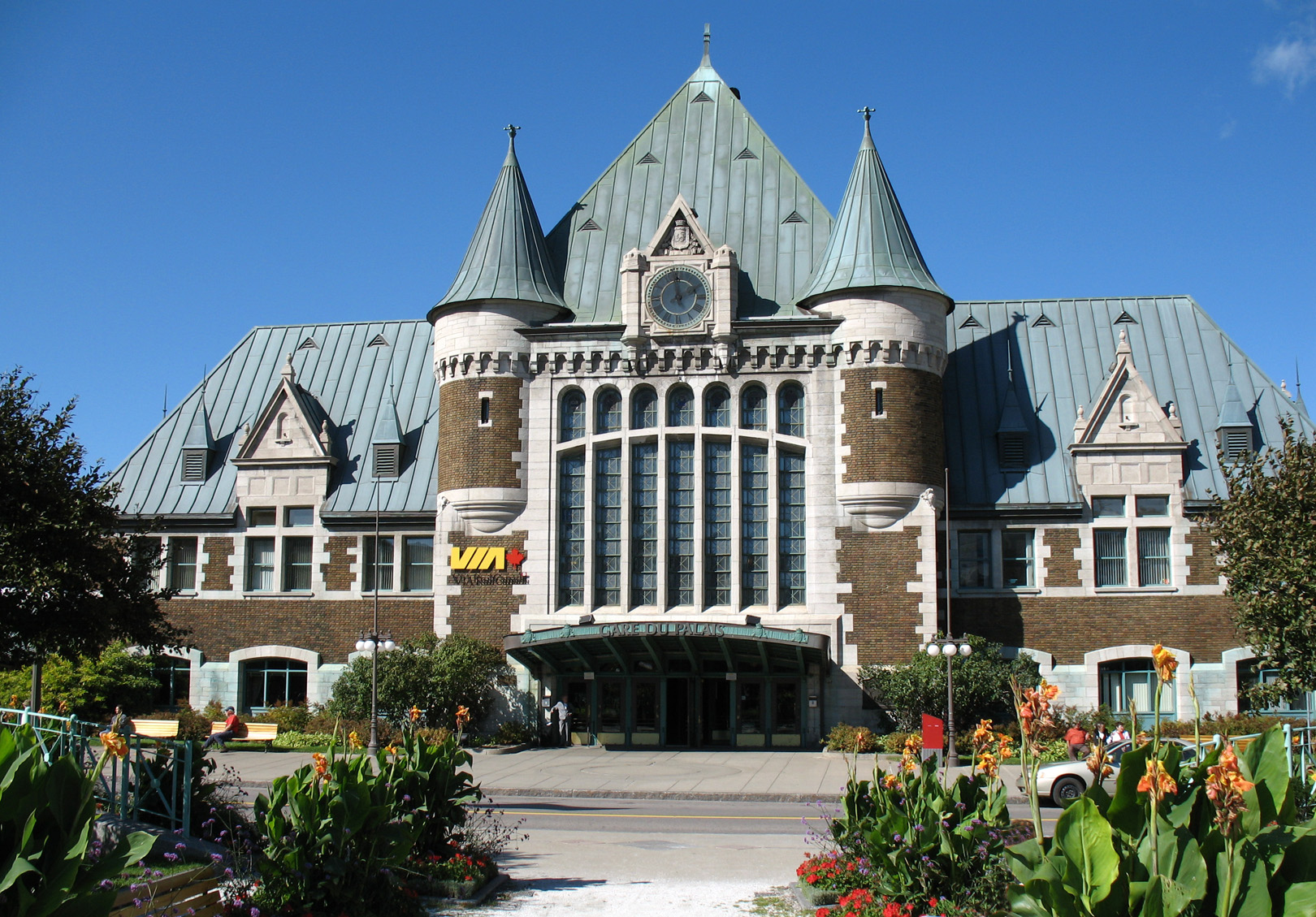
パレ駅
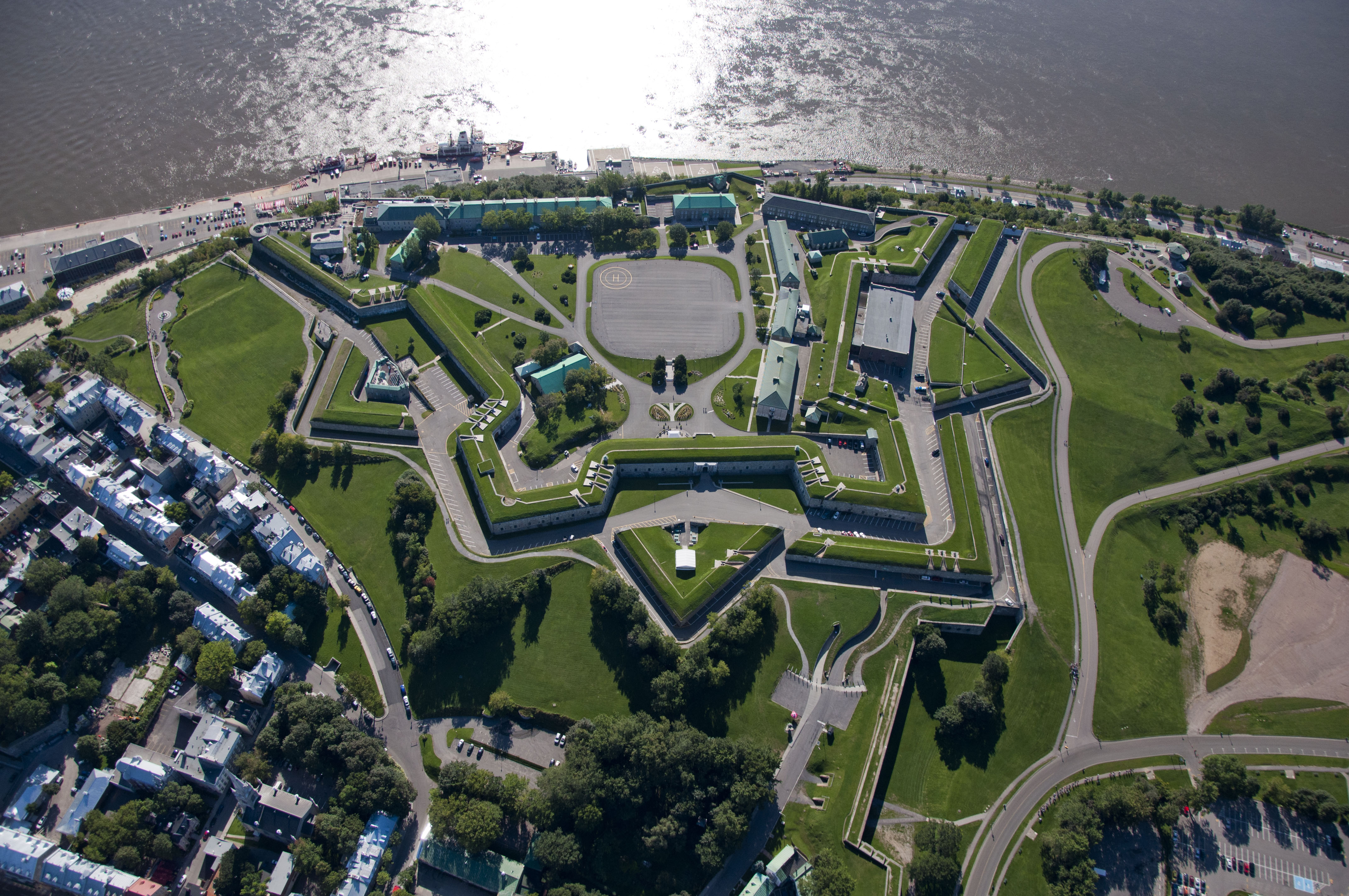
シタデルの航空写真

## アッパータウン
- シャトー・フロンテナック

旧市街のシンボルとなっている高級ホテル
- ダルム広場（Place d'Armes）
- トレゾール小路（Rue du Trésor）
- ノートルダム聖堂（Notre-Dame de Québec）
- テラス・デュフラン（Terrasse Dufferin）

シャトー・フロンテナックの横手から伸びるオリエンタル様式のバルコニー（テラス・遊歩道）。

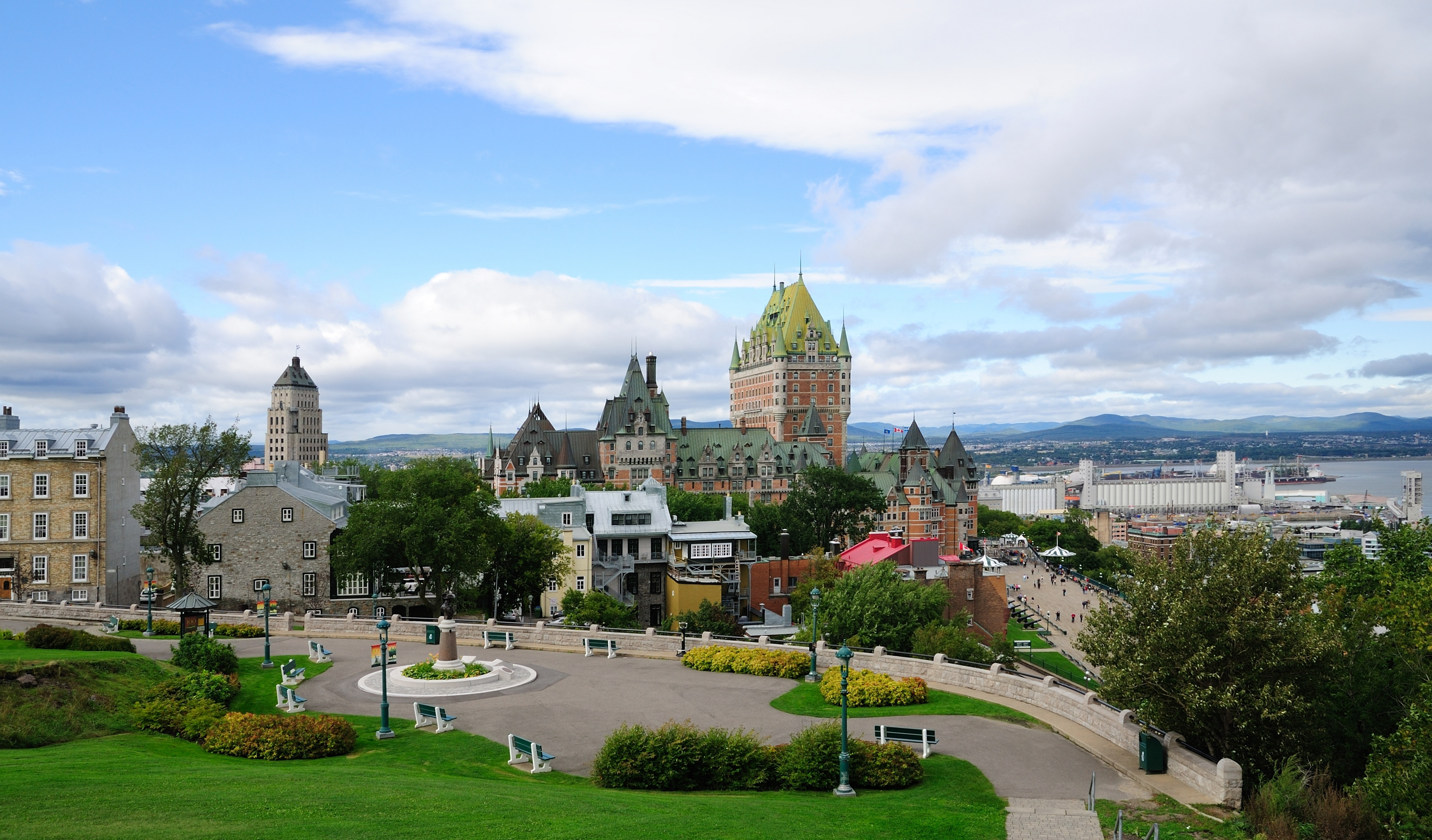
シタデルから見た旧市街
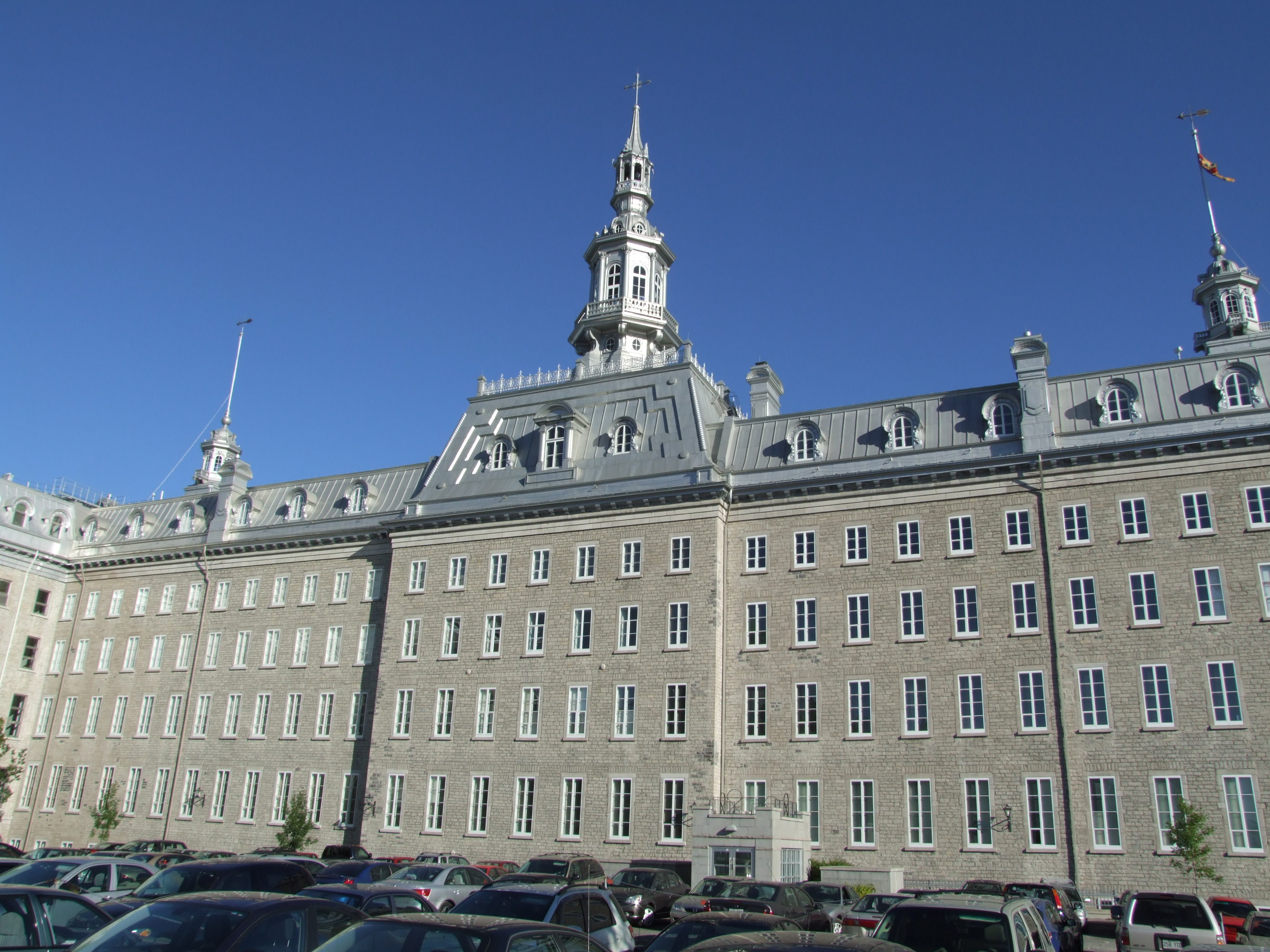
ケベック神学校（北米フランス博物館）
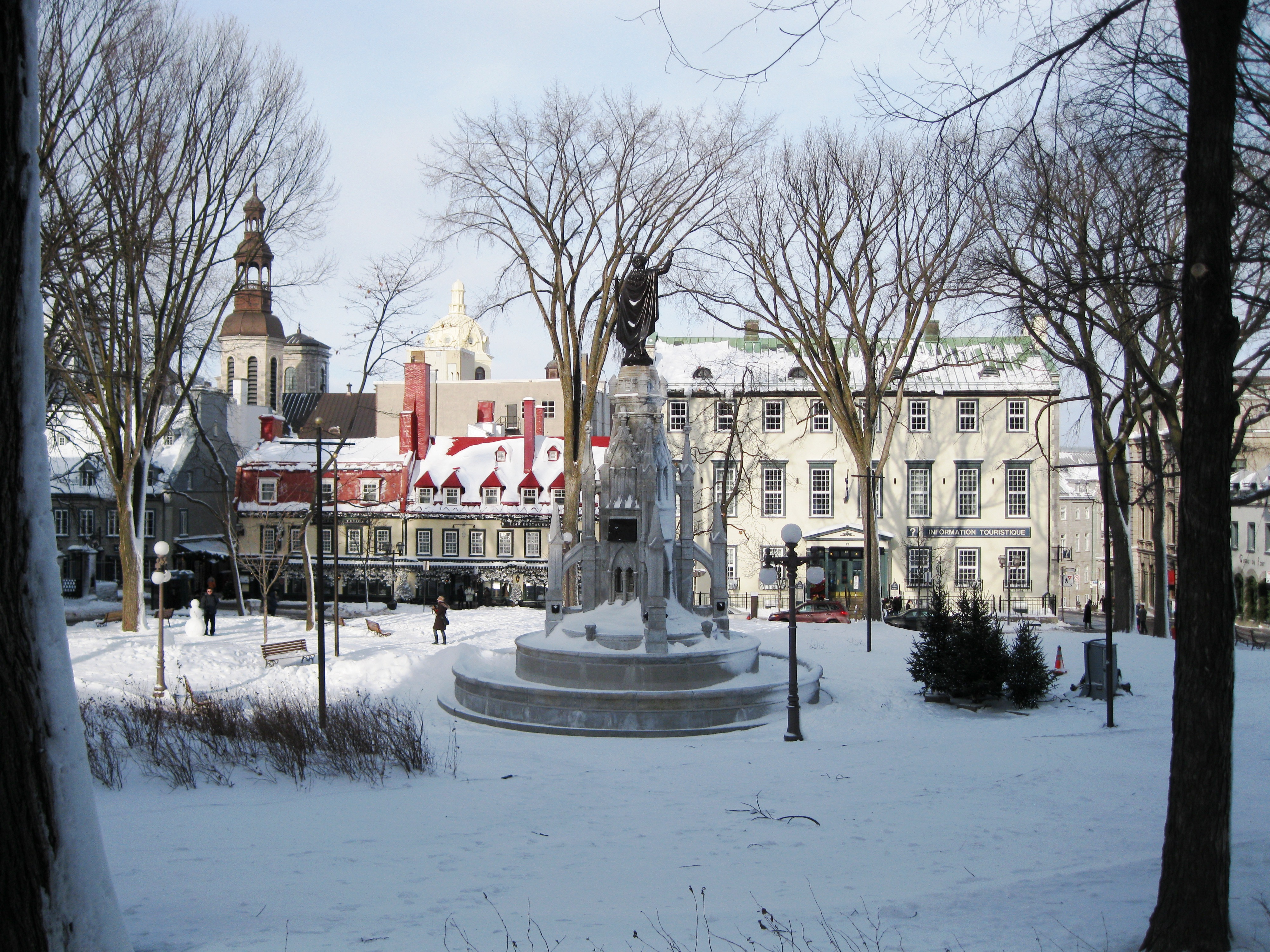
アルム広場
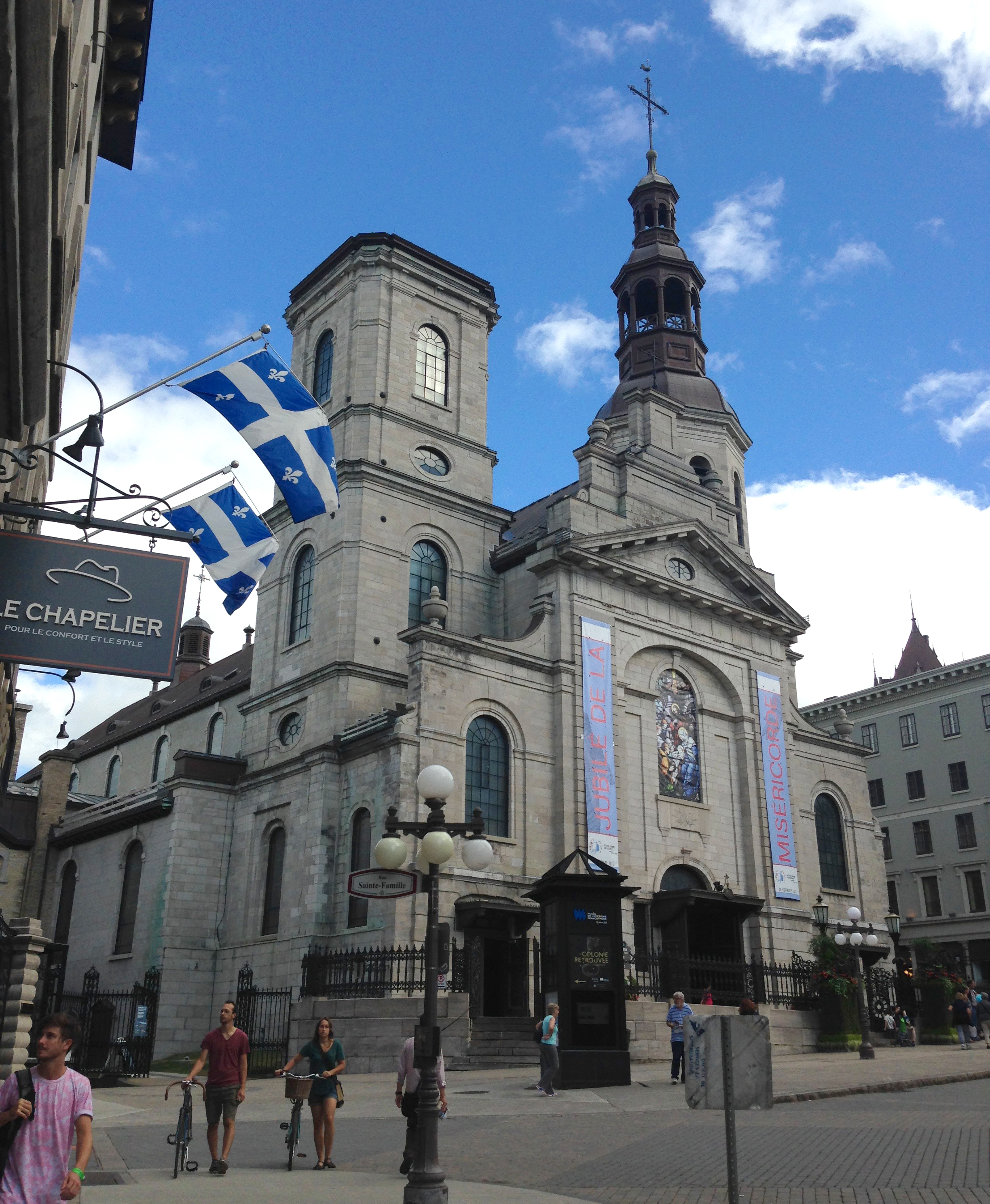
ケベックのノートルダム大聖堂

## 登録基準
この世界遺産は世界遺産登録基準のうち、以下の条件を満たし、登録された（以下の基準は世界遺産センター公表の登録基準からの翻訳、引用である）。
- (4) 人類の歴史上重要な時代を例証する建築様式、建築物群、技術の集積または景観の優れた例。
- (6) 顕著で普遍的な意義を有する出来事、現存する伝統、思想、信仰または芸術的、文学的作品と直接にまたは明白に関連するもの（この基準は他の基準と組み合わせて用いるのが望ましいと世界遺産委員会は考えている）。